# Pseudameira birulai
Pseudameira birulai är en kräftdjursart som beskrevs av Smirnov 1946. Pseudameira birulai ingår i släktet Pseudameira och familjen Ameiridae. Inga underarter finns listade i Catalogue of Life.